# Tummelplatz (Linz)

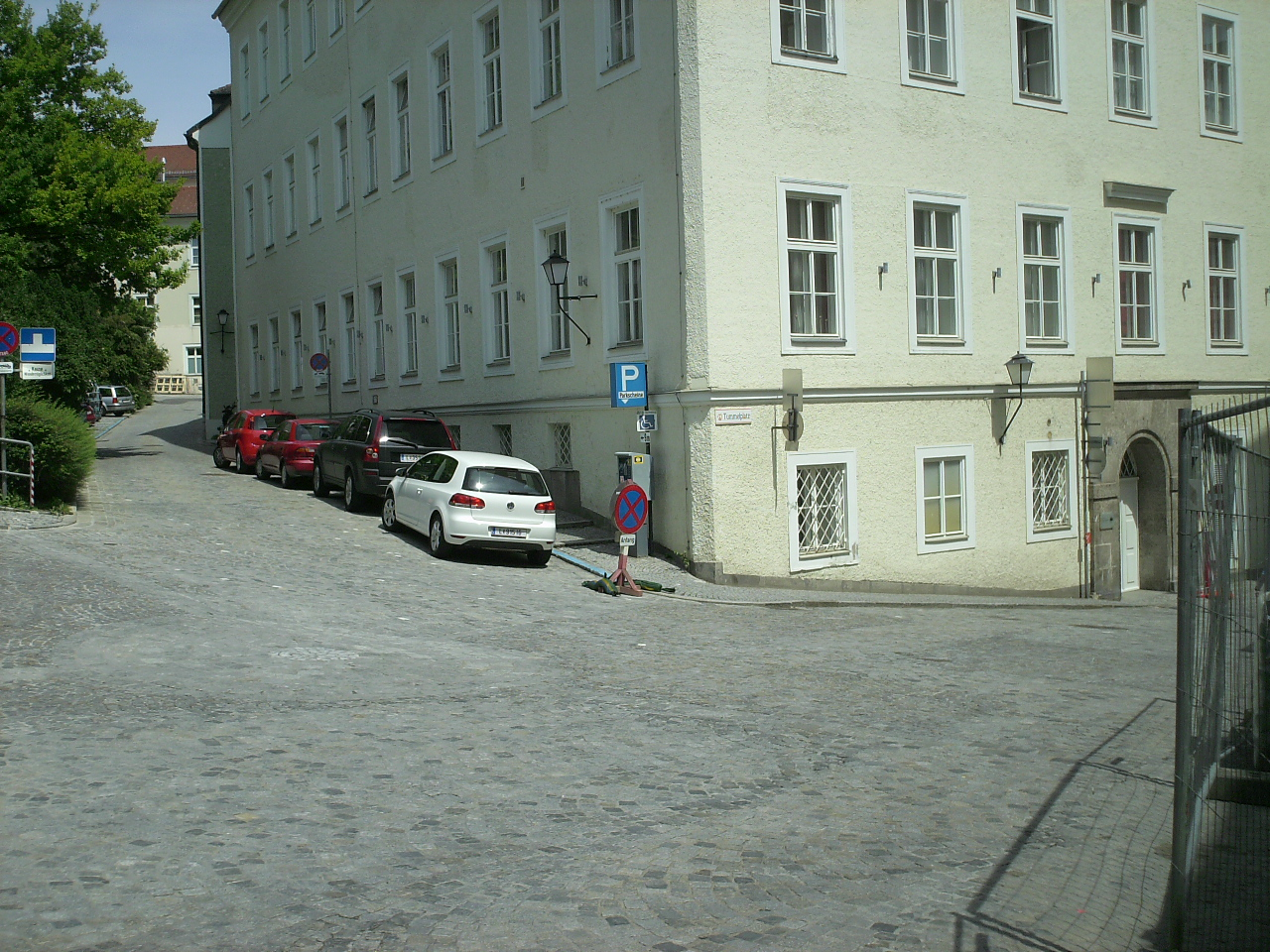
Tummelplatz

Der Tummelplatz ist eine Y-förmige Straße in der oberösterreichischen Landeshauptstadt Linz. Sie befindet sich im Stadtteil Innenstadt.

## Lage und Charakteristik
Der Tummelplatz verläuft als Gasse von der Altstadt in westlicher Richtung zur Promenade und hat bei der Einmündung der Schlossbergauffahrt eine Ausästung als Sackgasse in nördlicher Richtung.
Ehemalige Namen waren Schloßgarten, Stiglitzgasse und Waaggasse.